# Битва под Бронницей
Битва под Бронницей — сражение 16 июля 1614 года между русским войском под командованием Дмитрия Трубецкого и шведским войском под командованием Якоба Делагарди. Посланное царём Михаилом Фёдоровичем на освобождение оккупированного Новгорода войско потерпело поражение, после чего русская сторона утратила на северо-западе военную инициативу.

## Ход событий
Русское войско стало в апреле лагерем под Бронницей на реке Мсте, готовясь к наступлению на Новгород. Рать состояла прежде всего из ополченцев, которые отличались слабой дисциплиной и занимались поборами у местного населения. Делагарди решил действовать на опережение и нанёс армии Трубецкого серьёзное поражение, воспользовавшись, в том числе, конфликтами между дворянами и казаками. После этого шведы блокировали русский лагерь, где вскоре начался голод. Трубецкому поступил царский указ прорвать блокаду и отступить к Торжку, что тот и сделал, понеся крупные потери. В плен к шведам попали несколько казацких атаманов, были оставлены Старая Русса и Порхов.
В результате победы под Бронницей шведы смогли оправиться от неудачи при осаде Тихвина и приступили к осаде Гдова, который прикрывал с севера дорогу на Псков.